# Медаль «За 9 лет безупречной службы»
Медаль «За 9 лет безупречной службы» (хинди 20 वर्ष लम्बी सेवा पदक, англ. 20 Years Long Service Medal) — военная государственная награда Индии, учреждённая с целью поощрения военнослужащих за самоотверженную и безупречную службу.

## История
Медаль «За 9 лет безупречной службы» была учреждена Президентом Индии 19 апреля 1971 года (The Gazette of India Not. No. 25-Press/71) в качестве награды за преданность и усердие военнослужащих Вооружённых сил Индии, прослуживших без перерыва девять лет. Она символизирует благодарность за их долголетний вклад в защиту безопасности страны.

## Критерии награждения
Медаль вручается военнослужащим, прослужившим непрерывно девять лет.

## Описание

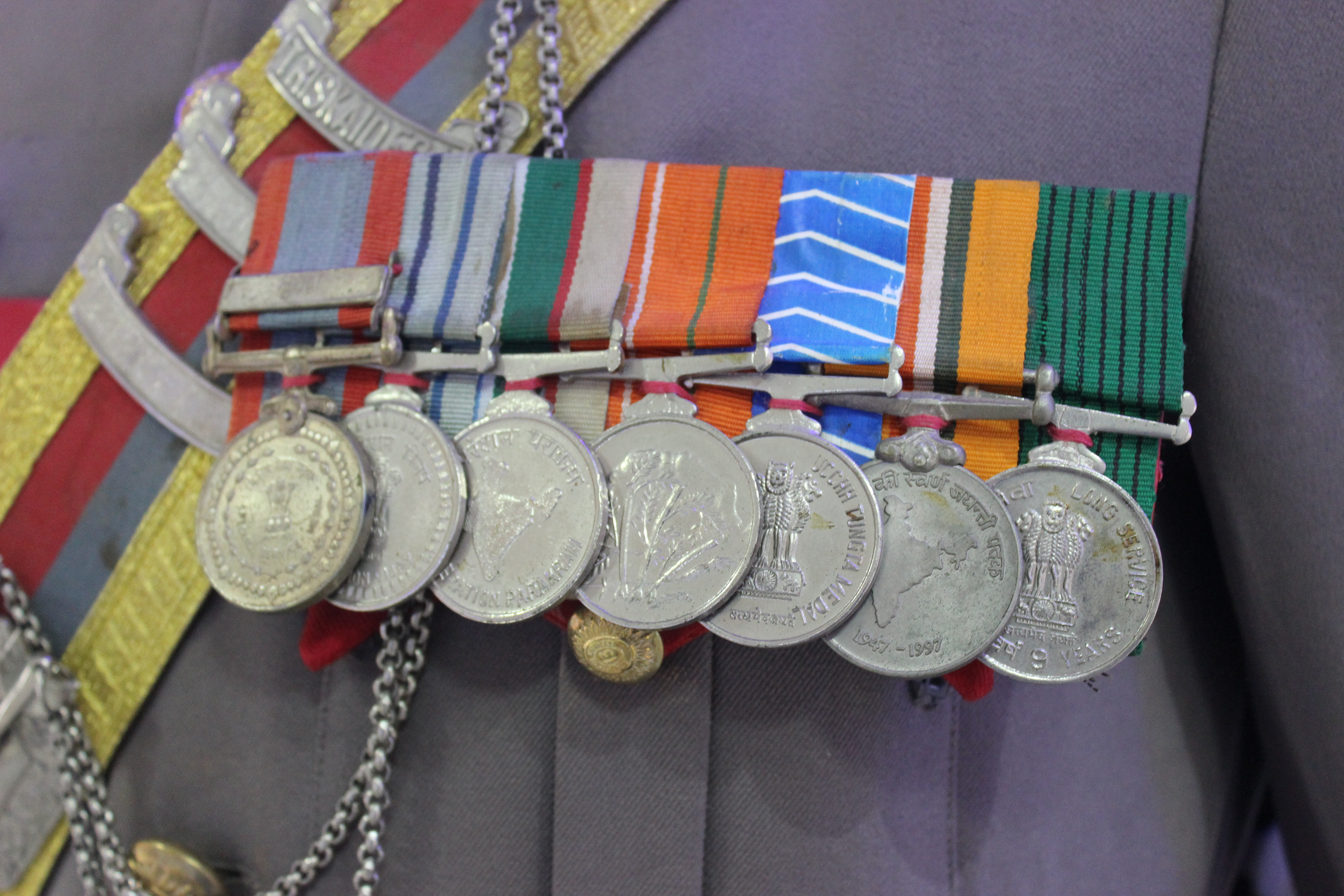
Медаль «За 9 лет безупречной службы» (крайняя справа)

Круглая медаль диаметром 35 мм из медно-никелевого сплава подвешивается подвешивается на прямом невращающемся подвесе к ленте зелёного цвета с девятью чёрными полосками.
На аверсе изображена Львиная капитель — национальный герб Индии, в обрамлении надписи на хинди и английском языке «Долгая служба» и «9 лет». На реверсе изображена эмблема объединённых вооруженных сил — скрещенных мечей, якоря и орла с восходящим солнцем над ними.
Шёлковая зелёная лента, шириной 34 мм, разделена девятью чёрными полосами шириной 1 мм на зелёные полосы шириной по 2,5 мм. Зелёный цвет символизирует мир, а чёрные полосы указывают на продолжительность службы, подчёркивая дисциплину и стойкость, необходимые на протяжении срока службы.